# Servei de l'ecosistema

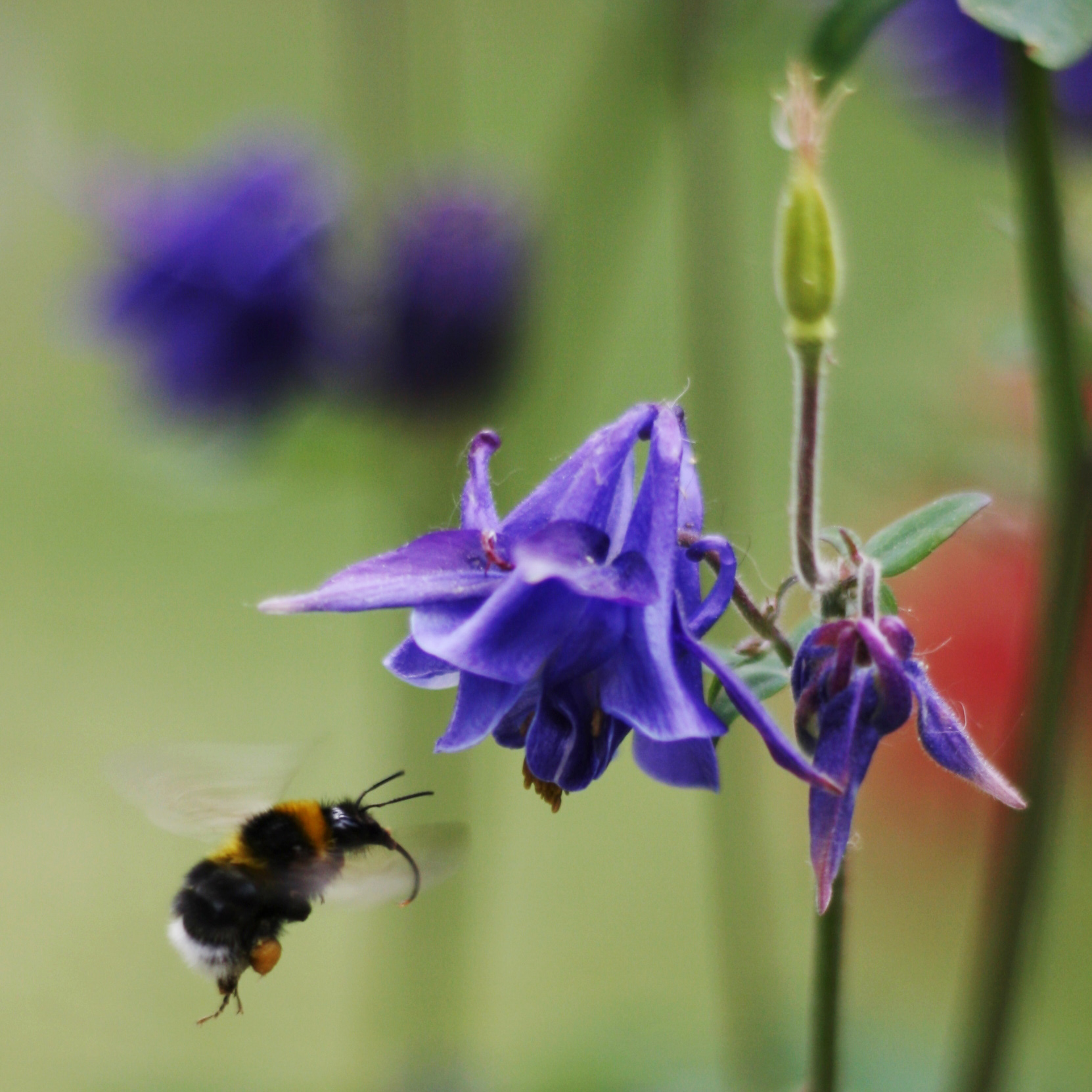
La pol·linització és un servei de l'ecosistema.

Un servei de l'ecosistema, servei ecològic o servei ambiental és un servei que procura la natura en tant que recurs natural al seu ecosistema o medi ambient, inclosos als humans. Alguns exemples en són la pol·linització, els embornals de carboni, la regulació de les inundacions, la regulació de la temperatura, la regulació de l'oxigen a l'aire i a l'aigua, l'eliminació de residus de matèria orgànica, la dispersió de contaminants, els grans cicles biogeoquímics o la regulació del clima. Es consideren generalment un bé públic i un bé comú.
Les primeres nocions d'avaluacions d'aquests serveis, cap els anys 70 del segle xx, era antropocèntrica i es basava únicament en el valor econòmic i l'economia de mercat des d'una perspectiva capitalista i colonialista. A partir del segle XXI es va intentar ampliar al seu valor social i al que ofereix a altres espècies vives, a la biodiversitat i el medi ambient en el seu conjunt. .
Actualment el bon estat ecològic descriu la bona salut d'un ecosistema i garanteix la quantitat i la qualitat dels seus serveis.